# Owen Tippett
Owen Tippett, född 16 februari 1999, är en kanadensisk professionell ishockeyforward som spelar för Philadelphia Flyers i NHL.
Han har tidigare spelat på NHL-nivå för Florida Panthers och på lägre nivåer för Mississauga Steelheads i Ontario Hockey League (OHL).
Tippett draftades i första rundan i 2017 års draft av Florida Panthers som tionde spelare totalt.

## Privatliv
Owen Tippett är kusin till ishockeyforwarden Mitchell Stephens som spelar för Tampa Bay Lightning i NHL.

## Statistik
| 2013–2014  | Toronto Red Wings      | GTHL       | 31  | 15 | 6  | 21 | 8  | —  | —  | —  | —  | —  |
| 2014–2015  | Toronto Red Wings      | GTHL       | 50  | 52 | 35 | 87 | —  | —  | —  | —  | —  | —  |
|            | Toronto Jr. Canadiens  | OJHL       | 6   | 2  | 1  | 3  | 2  | —  | —  | —  | —  | —  |
| 2015–2016  | Mississauga Steelheads | OHL        | 48  | 15 | 5  | 20 | 10 | 7  | 1  | 2  | 3  | 4  |
| 2016–2017  | Mississauga Steelheads | OHL        | 60  | 44 | 31 | 75 | 36 | 20 | 10 | 9  | 19 | 14 |
| 2017–2018  | Florida Panthers       | NHL        | 1   | 0  | 0  | 0  | 0  | —  | —  | —  | —  | —  |
| NHL totalt | NHL totalt             | NHL totalt | 1   | 0  | 0  | 0  | 0  | —  | —  | —  | —  | —  |
| OHL totalt | OHL totalt             | OHL totalt | 108 | 59 | 36 | 95 | 46 | 27 | 11 | 11 | 22 | 18 |

### Internationellt
| Källa: Uppdaterad: 2017-10-18 | Källa: Uppdaterad: 2017-10-18 | Källa: Uppdaterad: 2017-10-18 |         | Utv = Utvisningsminuter | Utv = Utvisningsminuter | Utv = Utvisningsminuter | Utv = Utvisningsminuter | Utv = Utvisningsminuter |
| År                            | Lag                           | Mästerskap                    | Matcher | Mål                     | Assists                 | Poäng                   | Utv                     |                         |
| ----------------------------- | ----------------------------- | ----------------------------- | ------- | ----------------------- | ----------------------- | ----------------------- | ----------------------- | ----------------------- |
| 2016                          | Kanada                        | U18-VM                        | 7       | 1                       | 2                       | 3                       | 12                      |                         |
| 2016                          | Kanada                        | Ivan Hlinka                   | 4       | 1                       | 1                       | 2                       | 0                       |                         |
| Junior totalt                 | Junior totalt                 | Junior totalt                 | 11      | 2                       | 3                       | 5                       | 12                      |                         |